# Gran Premio del Belgio 1962
Il Gran Premio del Belgio 1962 si è svolto domenica 17 giugno 1962 sul circuito di Spa-Francorchamps. La gara è stata vinta da Jim Clark su Lotus (prima vittoria in carriera del pilota britannico), seguito da Graham Hill su BRM e da Phil Hill su Ferrari.

## Qualifiche
| Pos | N. | Pilota                  | Auto          | Squadra                     | Tempo  | Distacco |
| --- | -- | ----------------------- | ------------- | --------------------------- | ------ | -------- |
| 1   | 1  | Graham Hill             | BRM           | Owen Racing Organisation    | 3:57.0 | -        |
| 2   | 25 | Bruce McLaren           | Cooper-Climax | Cooper Car Company          | 3:58.8 | +1.8     |
| 3   | 17 | Trevor Taylor           | Lotus-Climax  | Team Lotus                  | 3:59.3 | +2.3     |
| 4   | 9  | Phil Hill               | Ferrari       | Scuderia Ferrari SpA SEFAC  | 3:59.6 | +2.6     |
| 5   | 20 | Innes Ireland           | Lotus-Climax  | UDT Laystall Racing Team    | 3:59.8 | +2.8     |
| 6   | 10 | Willy Mairesse          | Ferrari       | Scuderia Ferrari SpA SEFAC  | 3:59.8 | +2.8     |
| 7   | 12 | Ricardo Rodriguez       | Ferrari       | Scuderia Ferrari SpA SEFAC  | 4:01.0 | +4.0     |
| 8   | 21 | Masten Gregory          | Lotus-BRM     | UDT Laystall Racing Team    | 4:01.0 | +4.0     |
| 9   | 2  | Richie Ginther          | BRM           | Owen Racing Organisation    | 4:01.4 | +4.4     |
| 10  | 26 | Tony Maggs              | Cooper-Climax | Cooper Car Company          | 4:03.6 | +6.6     |
| 11  | 5  | John Surtees            | Lola-Climax   | Yeoman Credit Racing Team   | 4:04.4 | +7.4     |
| 12  | 16 | Jim Clark               | Lotus-Climax  | Team Lotus                  | 4:04.9 | +7.9     |
| 13  | 7  | Carel Godin de Beaufort | Porsche       | Ecurie Maarsbergen          | 4:07.7 | +10.7    |
| 14  | 11 | Giancarlo Baghetti      | Ferrari       | Scuderia Ferrari SpA SEFAC  | 4:08.0 | +11.0    |
| 15  | 15 | Jack Brabham            | Lotus-Climax  | Brabham Racing Organisation | 4:08.2 | +11.2    |
| 16  | 18 | Maurice Trintignant     | Lotus-Climax  | Rob Walker Racing Team      | 4:09.2 | +12.2    |
| 17  | 22 | Jo Siffert              | Lotus-Climax  | Ecurie Filipinetti          | 4:11.6 | +14.6    |
| 18  | 19 | Lucien Bianchi          | Lotus-Climax  | Equipe Nationale Belge      | 4:18.0 | +21.0    |
| 19  | 4  | John Campbell-Jones     | Lotus-Climax  | Emeryson Cars               | 4:26.9 | +29.9    |
| 20  | 23 | Dan Gurney              | Lotus-BRM     | Autosport Team W Seidel     | 6:42.2 | +165.2   |
| WD  | 3  | Tony Marsh              | BRM           | Owen Racing Organisation    |        |          |
| WD  | 4  | Gerry Ashmore           | BRM           | Owen Racing Organisation    |        |          |
| WD  | 8  | Heinz Schiller          | Porsche       | Ecurie Maarsbergen          |        |          |
| WD  | 24 | Jo Bonnier              | Porsche       | Porsche System Engineering  |        |          |

## Gara
Grazie al quarto posto ottenuto in gara, Ricardo Rodríguez diventa il più giovane pilota a punti della storia della Formula 1, all'età di 20 anni e 123 giorni. Il record durerà fino al Gran Premio del Brasile 2000, quando Jenson Button ottenne un piazzamento a punti all'età di 20 anni e 67 giorni.
Al 25º giro, mentre lottavano per la seconda posizione, Trevor Taylor e Willy Mairesse entrarono in collisione; entrambi furono sbalzati fuori dalle loro vetture, e la monoposto del pilota belga prese fuoco. Entrambi i concorrenti uscirono dall'incidente illesi.
Il Gran Premio ha visto la prima vittoria per Jim Clark e per la leggendaria Lotus 25.
| Pos | N. | Pilota                  | Costruttore/Motore | Giri | Tempo/Ritiro        | Griglia | Punti |
| --- | -- | ----------------------- | ------------------ | ---- | ------------------- | ------- | ----- |
| 1   | 16 | Jim Clark               | Lotus-Climax       | 32   | 2:07:32.3           | 12      | 9     |
| 2   | 1  | Graham Hill             | BRM                | 32   | + 44.1              | 1       | 6     |
| 3   | 9  | Phil Hill               | Ferrari            | 32   | + 2:06.5            | 4       | 4     |
| 4   | 12 | Ricardo Rodriguez       | Ferrari            | 32   | + 2:06.6            | 7       | 3     |
| 5   | 5  | John Surtees            | Lola-Climax        | 31   | + 1 giro            | 11      | 2     |
| 6   | 15 | Jack Brabham            | Lotus-Climax       | 30   | + 2 giri            | 15      | 1     |
| 7   | 7  | Carel Godin de Beaufort | Porsche            | 30   | + 2 giri            | 13      |       |
| 8   | 18 | Maurice Trintignant     | Lotus-Climax       | 30   | + 2 giri            | 16      |       |
| 9   | 19 | Lucien Bianchi          | Lotus-Climax       | 29   | + 3 giri            | 18      |       |
| 10  | 22 | Jo Siffert              | Lotus-Climax       | 29   | + 3 giri            | 17      |       |
| 11  | 4  | John Campbell-Jones     | Lotus-Climax       | 16   | + 16 giri           | 19      |       |
| Rit | 17 | Trevor Taylor           | Lotus-Climax       | 25   | Incidente           | 3       |       |
| Rit | 10 | Willy Mairesse          | Ferrari            | 25   | Incidente           | 6       |       |
| Rit | 2  | Richie Ginther          | BRM                | 22   | Cambio              | 9       |       |
| Rit | 26 | Tony Maggs              | Cooper-Climax      | 22   | Cambio              | 10      |       |
| Rit | 25 | Bruce McLaren           | Cooper-Climax      | 19   | Pressione dell'olio | 2       |       |
| Rit | 21 | Masten Gregory          | Lotus-BRM          | 13   | Ritiro volontario   | 8       |       |
| Rit | 20 | Innes Ireland           | Lotus-Climax       | 8    | Sospensione         | 5       |       |
| Rit | 11 | Giancarlo Baghetti      | Ferrari            | 3    | Iniezione           | 14      |       |
| DNS | 23 | Dan Gurney              | Lotus-BRM          |      |                     | 20      |       |

## Statistiche

### Piloti
- 1ª vittoria per Jim Clark
- 1° pole position per Graham Hill
- 16º e ultimo podio per Phil Hill
- 1º Gran Premio per John Campbell-Jones

### Costruttori
- 6° vittoria per la Lotus

### Motori
- 20ª vittoria per il motore Climax
- 20º giro più veloce per il motore Climax

### Giri al comando
- Graham Hill (1)
- Trevor Taylor (2-3, 5, 8)
- Willy Mairesse (4, 6-7)
- Jim Clark (9-32)

## Classifiche Mondiali

### Piloti
| Pos | Pilota                  | Punti |
| --- | ----------------------- | ----- |
| 1   | Graham Hill             | 16    |
| 2   | Phil Hill               | 14    |
| 3   | Bruce McLaren           | 9     |
|     | Jim Clark               | 9     |
| 5   | Trevor Taylor           | 6     |
| 6   | John Surtees            | 5     |
| 7   | Lorenzo Bandini         | 4     |
| 8   | Giancarlo Baghetti      | 3     |
|     | Ricardo Rodriguez       | 3     |
| 10  | Jo Bonnier              | 2     |
|     | Tony Maggs              | 2     |
| 12  | Carel Godin de Beaufort | 1     |
|     | Jack Brabham            | 1     |

### Costruttori
| Pos | Team          | Punti |
| --- | ------------- | ----- |
| 1   | BRM           | 16    |
| 2   | Lotus-Climax  | 15    |
| 3   | Ferrari       | 14    |
| 4   | Cooper-Climax | 11    |
| 5   | Lola-Climax   | 5     |
| 6   | Porsche       | 3     |